# Saive
Pour les articles homonymes, voir Saive (homonymie).
Saive (en wallon Sêve) est un village de l'Entre-Vesdre-et-Meuse au Nord-Est de la ville de Liège en Belgique. Administrativement il fait aujourd'hui partie de la commune de Blegny dans la province de Liège (Région wallonne de Belgique). C'était une commune à part entière avant la fusion des communes de 1977.
Longtemps demeuré un petit village ceinturé de beaux vergers, il a subi ces dernières années une urbanisation galopante qui a pour effet de l'inclure dans la grande banlieue de Liège.

## Toponymie
Saive vient du latin silva (bois, forêt).
- le nom de Savia apparait pour la première fois dans la Chronique des évêques de Toul en 895 in curia sua de Selbia et dans une copie de 1242[2],
- Seve apparait ensuite dans le cartulaire de l'abbaye de Val-Dieu en 1276.
- on le cite en 1344: in territorio de Seve in terra de jupille[3]
- Une pierre tombale du cimetière fait apparaitre le patronyme: Jehan Hubert de Sailve en 1583.

## Géographie

### Topographie
Située dans l'Entre-Vesdre-et-Meuse, sur une terrasse mosane et sur les premiers contreforts du Pays de Herve, à 10 km de Liège, l'ancienne commune de Saive étalait ses 495 hectares de bocage, prairies et de vergers dans le vallon de la Julienne.
Elle est bornée au nord par Cheratte, au nord-est par Housse, à l'est par Barchon et Tignée, au sud est par Évegnée, au sud par Queue-du-bois et Retinne, au sud-ouest par Bellaire et à l'ouest par Wandre.
Le relief est vallonné. Sur la rive gauche de la Julienne
les coteaux sont dominés par le plateau de la Campagne de la Xhavée et sur la rive droite par les plateaux de Miermont, de Tignée et de Sur les Heids.
L'altitude la plus haute se situe à la vôye del hayète: 225 m, la plus basse à Saivelette: 125 m. À l'église elle est de 174 m.
A la fin du XVIIIe siècle, le défrichage depuis des siècles des forêts va laisser place à l'agriculture et à l'élevage des vaches dont la production de lait, beurre et fromage est vendue sur les marchés locaux.

### Hydrographie
- Le ruisseau de la Julienne, qui prend sa source à Retinne, traverse la commune de Saive du sud au nord et va se jeter dans la Meuse à Argenteau.
- Le ruisseau d'Evegnée se jette dans la Julienne au hameau du Mousset.
- Le ruisseau des Fosses, qui vient de Tignée se jette dans la Julienne au lieu-dit Grand-Moulin.

### Géologie
Le sol est argileux et siliceux. la profondeur de la couche végétale varie de 20 à 40 cm. Un banc de schiste traverse le territoire du sud ouest-vers l'est. Il affleure à certains endroits, notamment au Vieux-Château.

### Hameaux
a Cokèko : hameau limitrophe de Queue-du-Bois: le nom viendrait du chant du coq en wallon.
a Hognèye : hameau limitrophe de Cheratte Hauteur: du wallon hougne, gros tas de foin. Déjà cité en 1283, Hougneies.
so Mièrmont : hameau cité en 1288 Merlemont deleis Evrengheis, littéralement: merle-mont.
è Moussè : hameau situé au confluent de la Julienne et du ruisseau d'Evegnée 1279. En Wallon, le mot moussè voudrait dire confluent. supra campum de Mouset.
Parfondevâ : hameau de Parfondvaux.

## Démographie
- Sources : INS, Rem. : 1831 jusqu'en 1970 = recensements, 1976 = nombre d'habitants au 31 décembre.

### Patronyme
Ce nom est aussi celui d'une famille de pongistes liégeois : Jean-Michel Saive, et son frère, Philippe Saive.

## Histoire

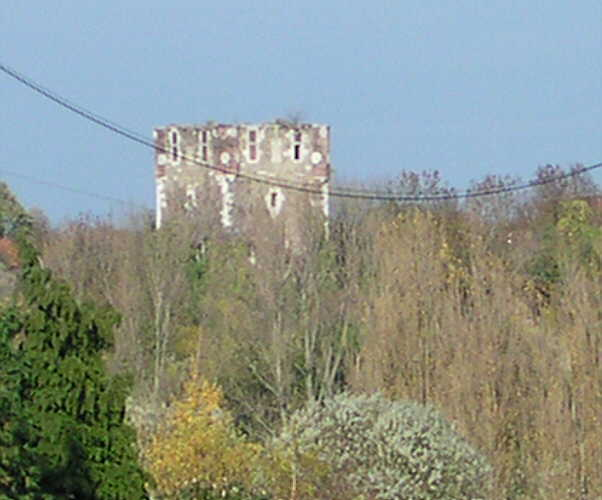
La tour du château

Saive fut une ancienne seigneurie relevant de la cour allodiale de la principauté de Liège.
Le château féodal se dressait au nord. Saive possédait une cour de justice.
Il semble qu'au XIIIe siècle, une grande partie de la seigneurie appartenait à la famille de Jupille. Elle passa ensuite, par le jeu des mariages et des héritages, à diverses familles : de Charneux au XIVe siècle, de Birgel au XVe siècle, de Hoenen, de Harff, de Ryckel, de Clermont, Collaise au XVIe siècle, de Monsen. Jean Ernst de Méan l'acheta en 1692.
Jusqu'à la révolution, elle resta dans la famille de Méan, qui construisit le château moderne.
Le dernier prince-évêque de Liège, François-Antoine-Marie de Méan, y est né en 1756 et y a grandi.
C'est le seul village de la nouvelle entité de Blegny qui a appartenu à la principauté de Liège, les autres villages faisant partie du comté de Dalhem qui était un fief du duché de Brabant jusqu'à la fin de l'Ancien Régime.
Sous le nouveau régime, Saive devint une municipalité du département de l'Ourthe.
Au début des années 1900, la région en plein renouveau économique enrôle un grand nombre d'hommes, de femmes et d'enfants dans des conditions peu enviables pour extraire le charbon des mines (Trembleur, Cheratte, Jupille ou Queue-du-Bois). 
En 1977, elle fait partie de la commune de Blegny.
Son territoire englobe la seigneurie de Parfondvaux.
Saive abritait le « Centre d'instruction numéro 1 » pour le service militaire à l'armée belge.

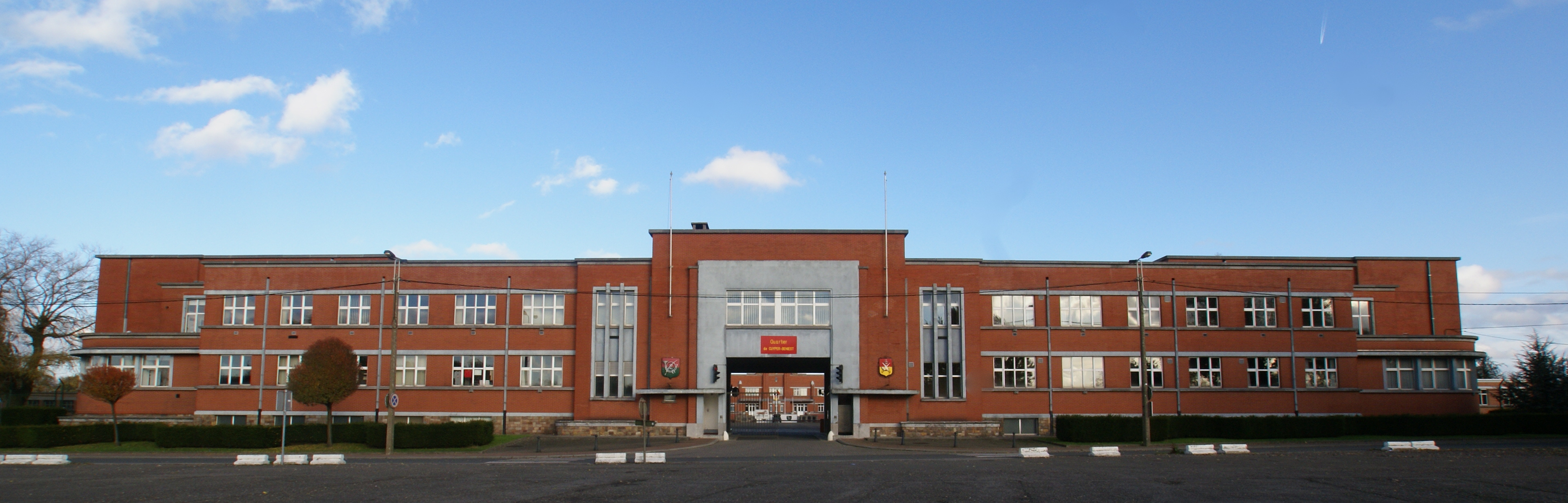
Quartiers De Cuyper-Beniest

Dès l'annonce de la fermeture de la caserne en 2011, la commune de Blegny s’est attelée à acquérir ce vaste domaine de 480 000 m2.
En 2014, la commune de Blegny devient propriétaire de la caserne avec pour objectif de la reconvertir en une zone d'activités mixte mêlant logements, formation, commerces et PME.

## Patrimoine et culture

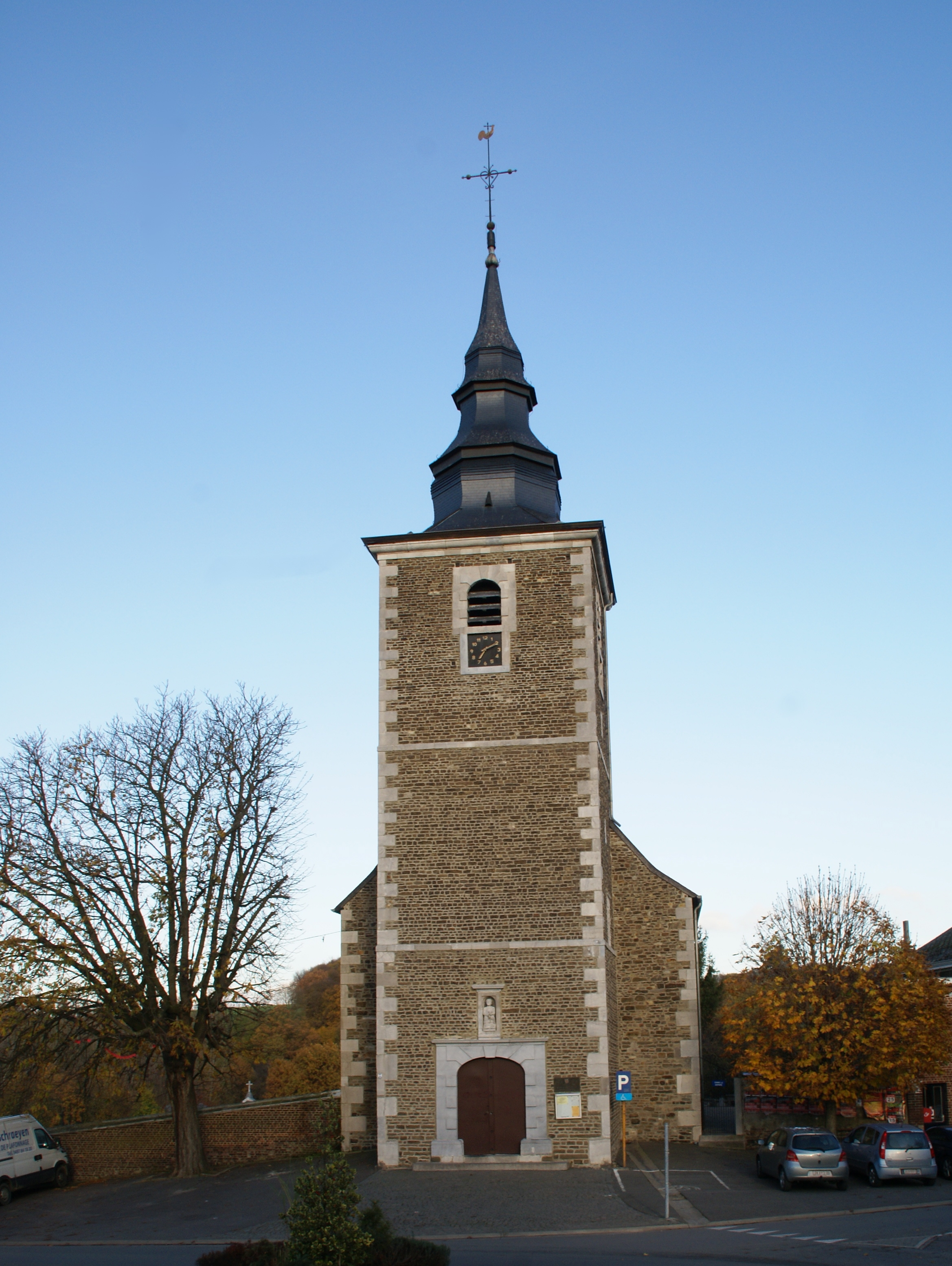
L'église Saint-Pierre.

### Patrimoine architectural
Son histoire millénaire lui a laissé un patrimoine exceptionnel dont trois châteaux (les ruines du vieux château médiéval, le château des comtes de Méan et le château de La Motte). Le vieux château peut compter sur le bénévolat pour être préservé encore de longues années sur les hauteurs du ruisseau Sainte-Julienne. 
Saive compte à ce jour six bâtiments et deux sites classés comme faisant partie du patrimoine architectural du pays. 
Malheureusement, le château de Méan et la ferme du Pihot attendent toujours une réaffectation.
Une très belle église du XVIIe siècle et de vieilles fermes à cour carrée complètent la richesse du lieu.

### Culture

#### Lexicologie
Le wallon qui était parlé à Saive est le wallon liégeois.
Il faut cependant signaler deux caractéristiques verviétoises.
- Le traitement des voyelles nasales est mixte. ces voyelles sont nasalisée ou non: djardin, djardé.
- D'autre part le suffixe îre (<latin -aria) se réduit à î : forî, houyî.

## Sports et vie associative

### Sports
- Le club de badminton BC Saive est devenu champion de Belgique en 2005, 2010, 2011 et 2013.
- Le club de judo du Bushido Saive dont Charline Van Snick (médaille de bronze aux Jeux olympiques de Londres) fait partie.

#### Histoire
- Principauté de Liège
- Comté de Dalhem
- Duché de Limbourg

#### Géographie
- Pays de Herve
- Entre-Vesdre-et-Meuse